# Assedio di Montevideo (1811)
L'assedio di Montevideo del 1811, chiamato anche primo assedio di Montevideo, fu il tentativo fallito, da parte dell'esercito creato dalla Giunta provvisoria di governo delle province unite del Río de la Plata, di prendere possesso della città di Montevideo, le cui autorità non avevano riconosciuto il nuovo governo instaurato a Buenos Aires dalla Rivoluzione di Maggio.
L'assedio durò dal 21 maggio al 20 ottobre, quando fu firmato un armistizio tra le parti belligeranti; l'accordo stabilì il possesso della città e dell'intera Banda Oriental da parte dei realisti, mentre i patrioti dovettero abbandonare il territorio ad est del fiume Uruguay.

## Antefatti
Il 25 maggio 1810 un movimento rivoluzionario depose a Buenos Aires il viceré Baltasar Hidalgo de Cisneros e instaurò una nuova giunta di governo, che due giorni dopo inviò una circolare a tutte le città del vicereame per invitarle ad unirsi alla rivoluzione e ad inviare un loro rappresentante. Dopo un primo riconoscimento condizionato alla nuova autorità, il 2 giugno il cabildo della città di Montevideo cambiò il proprio atteggiamento e giurò invece fedeltà al nuovo Consiglio di Reggenza formatosi a Cadice; l'arrivo in veste di mediatore di Juan José Paso, membro della giunta rivoluzionaria, non portò alcun effetto alla causa di Buenos Aires. Gli scambi di messaggi tra il cabildo di Montevideo e il viceré deposto convinsero infine la giunta a deportare quest'ultimo alle Isole Canarie.
Il 12 luglio, il governatore militare di Montevideo, Joaquín de Soria, si pose alla testa di tremila soldati, per la maggior parte marinai, e disarmò i due battaglioni sollevatisi in città contro le autorità spagnole. Contemporaneamente, dispose il blocco navale di Buenos Aires e inviò un'imbarcazione davanti al porto della città ad eseguire una manovra di dimostrazione; la misura provocò la reazione dell'ambasciatore britannico a Rio de Janeiro, lord Strangford, che diede ordine alla flotta presente nella regione di proteggere il commercio inglese.
A settembre del 1810 giunse a Montevideo il nuovo governatore Gaspar de Vigodet; pochi mesi dopo, il 12 gennaio, arrivò anche il nuovo viceré designato, Francisco Javier de Elío, la cui autorità fu respinta dalla giunta di Buenos Aires, facendo precipitare la situazione.
Nel febbraio del 1811, all'interno della guarnigione spagnola di Colonia del Sacramento, un violento alterco tra il comandante Vicente María de Muesas e il capitano dei blandengues José Gervasio Artigas, che fu costretto a riparare a Buenos Aires, dove si pose a servizio della giunta rivoluzionaria. Il 28 febbraio si ribellarono altri ufficiali delle milizie orientali, che occuparono le località di Soriano e Mercedes.
Nel frattempo, in vista di una possibile invasione, Elío aveva diviso la flotta realista in due divisioni; una, al comando di Jacinto de Romarate, penetrò nel Paraná e sconfisse una squadriglia navale indipendentista il 2 marzo 1811 nella battaglia di San Nicolás, mentre l'altra, guidata da Juan Ángel Michelena, si era addentrata nel fiume Uruguay, venendo però respinta dagli insorti il 4 aprile nella battaglia di Soriano.
Artigas sbarcò il 9 marzo nella Banda Oriental alla testa di 150 uomini, mentre gli altri insorti si impadronivano di El Colla (futura Rosario) e di San José, relegando i realisti alle sole piazze di Colonia e Montevideo. Il tentativo da parte di Elío di rompere l'accerchiamento fu sventato il 18 maggio dalle forze di Artigas, che il nuovo comandante dell'esercito patriota José Rondeau aveva designato alla testa dell'avanguardia, nella battaglia di Las Piedras.

## L'assedio
Disobbedendo all'ordine di sospendere la sua marcia, Artigas, che a Las Piedras aveva guadagnato un grande prestigio da parte della popolazione locale ed era stato nominato colonnello per i meriti acquisiti sul campo, si avvicinò a Montevideo e cominciò ad assediare la città il 21 maggio. Colonia del Sacramento fu invece assediata da Venancio Benavides. Nell'impossibilità di difendere quest'ultima piazza, Elío ordinò a Vigodet di evacuare la città; la flotta trasportò a Montevideo truppe, artiglieria e munizioni, lasciando ai patrioti il controllo delle coste fluviali.
Mentre falliva il tentativo di negoziazione intentato da Elío per l'intransigenza di Buenos Aires, il 1º giugno si unì all'assedio lo stesso Rondeau, mentre il viceré espelleva da Montevideo 40 famiglie sospettate di appoggiare i patrioti. Per allentare l'assedio, che si chiudeva attorno alla città, Elío cercò di approfittare della supremazia navale spagnola per ordinare il bombardamento di Buenos Aires. La notte del 15 luglio Juan Ángel Michelena si presentò con sette imbarcazioni al largo di Buenos Aires e fece fuoco sulla città; al di là dell'effetto psicologico l'operazione non provocò danni, e dopo tre ore il comandante realista si pose a distanza di sicurezza. Il giorno seguente, Michelena inviò alla giunta la richiesta di un armistizio immediato, che fu subito respinta; la flottiglia realista si allontanò, temendo la bassa marea e l'artiglieria patriota.
Lo stesso giorno del bombardamento di Buenos Aires, il capitano del reggimento dei Dragones de la Patria Juan José Quesada e il pilota navale Pablo Zufriategui, alla testa di 75 uomini, assaltarono nel porto di Montevideo l'isolotto chiamato Isla de las Ratas, nel quale gli spagnoli avevano stipato le scorte di polvere da sparo. L'assalto fu coronato da successo: i patrioti riuscirono ad impadronirsi di 20 quintali di polvere, della quale avevano grande bisogno, e a mettere fuori uso i dieci pezzi d'artiglieria di grosso calibro posizionati sul luogo. Nell'azione rimase ucciso il comandante realista della guarnigione presente sull'isola, Francisco Ruiz.
La situazione sempre più difficile di Elío lo convinse a chiedere l'intervento di Carlotta Gioacchina, sorella del re spagnolo prigioniero in Francia e moglie del reggente e principe ereditario del Portogallo, allora residente a Rio de Janeiro. A metà luglio un esercito portoghese, guidato da Diego de Souza, oltrepassò la frontiera con il vicereame; oltrepassato il Río Yaguarón, il corpo di spedizione occupò la fortezza di Santa Teresa e si accampò in ottobre a Maldonado. Nel frattempo, una prima missione diplomatica di Buenos Aires, appoggiata dalla mediazione inglese, era arrivata a Montevideo contemporaneamente alla notizia della sconfitta patriota a Huaqui: Elío ordinò di festeggiare in città la vittoria realista e, convinto dell'imminenza della vittoria spagnola, rifiutò i negoziati.
La sconfitta nell'Alto Perù tolse ogni prestigio alla Giunta Grande, innescando una serie di rivolgimenti a Buenos Aires che portarono il 23 settembre 1811 alla formazione del Primo Triumvirato. Tra le prime misure prese dal nuovo governo ci fu quella di inviare nuovi emissari a Montevideo per firmare un trattato di pace; le trattative stavolta furono accettate anche dal viceré designato, preoccupato della presenza dell'esercito portoghese, che aveva rifiutato di aiutarlo e si era posto in attesa che un'avanzata realista in Alto Perù favorisse la conquista della Banda Oriental. Le trattative furono invece rifiutate dalle milizie e dalla popolazione delle campagne della Banda Oriental, che in un'assemblea convocata dall'emissario di Buenos Aires, José Julián Pérez, affermarono la loro volontà di continuare la lotta.
Il trattato di pace tra il governo di Buenos Aires e il viceré Elío fu stipulato il 20 ottobre 1811 e ratificato il giorno dopo a Montevideo, mentre il Triumvirato pose la sua firma il 24 ottobre. Nei 24 articoli che lo componevano erano previsti l'abbandono del territorio ad est del fiume Uruguay da parte dell'esercito patriota, la cessazione del blocco navale e commerciale su Buenos Aires, il ritiro delle truppe portoghesi e il comune riconoscimento della sovranità di Ferdinando VII.

## Conseguenze
Il trattato non fu accettato da Artigas, che, non potendo affrontare realisti e portoghesi, si ritirò con le sue milizie nel territorio di Entre Ríos. Agli uomini in armi si unì buona parte della popolazione rurale della Banda Oriental, in quello che fu in seguito chiamato éxodo oriental (“esodo orientale”); il governo spagnolo di Montevideo calcolò che meno di un quinto degli abitanti rimase sotto l'occupazione coloniale spagnola. L'episodio finì per risultare decisivo nei rapporti tra Buenos Aires e i territori ad est dell'Uruguay, la cui popolazione si compattò attorno ad Artigas; i futuri governi rioplatensi furono in seguito costretti a trattare il caudillo orientale come un potere autonomo. Ad Artigas si legò la popolazione rurale del territorio, mentre commercianti cittadini e grandi proprietari terrieri si allontanarono presto dalle sue idee; ciò finì per radicalizzare le sue posizioni, che trovarono proseliti anche nelle altre province dell'ex vicereame. La possibilità che le oligarchie realiste e patriote potessero coalizzarsi contro di lui lo spinsero a divenire sempre più intransigente nella lotta contro gli spagnoli presenti nella regione.
L'8 novembre Francisco Javier de Elío comunicò al cabildo cittadino di essere stato richiamato in Spagna; il comando delle operazioni spagnole passò a Gaspar de Vigodet, al quale però non fu assegnato il titolo di viceré. L'esercito portoghese, da parte sua, rimase alcuni mesi nel territorio con il tacito assenso dei realisti, arrivando a scontrarsi più volte con le milizie di Artigas; l'intervento di lord Strangford portò infine il 26 maggio 1812 alla firma di un trattato tra Buenos Aires e i portoghesi, che dovettero così ritirarsi nei confini brasiliani.
Allontanato il pericolo portoghese, il governo patriota di Buenos Aires, il cui porto era stato bloccato nuovamente dai realisti, inviò un altro esercito nella Banda Oriental, al comando di uno dei suoi membri, Manuel de Sarratea; questi però entrò presto in forte contrasto con Artigas. In seguito alla ribellione di parte delle sue truppe, il triumviro fu sostituito da José Rondeau, che con il comandante delle milizie orientali diede inizio al secondo assedio di Montevideo.